# Понтремоли, Эммануэль
Эммануэль Понтремоли (фр. Emmanuel Pontremoli; 13 января 1865, Ницца, Франция — 25 июля 1956, Париж, Франция) — французский архитектор и археолог, работал преимущественно на Лазурном берегу.

## Биография

Вилла Керилос в Больё-сюр-Мер

Эммануэль Понтремоли родился в Ницце, в семье раввина. Посещал Национальную школу декоративного искусства в Ницце. Работал и изучал архитектуру в ателье Луи-Жюля Андре (Louis-Jules André). В 1890 выиграл Римскую премию в категории архитектуры и в 1922 году стал членом Академии изящных искусств. Он преподавал архитектуру в Школе изящных искусств и был назначен её директором в 1932 году.
Понтремоли наиболее известен своими проектами виллы Керилос (Kerylos) для Теодора и Фанни Рейнах (Théodore and Fanny Reinach) на Французской Ривьере, 1908, и Института Палеонтологии (Institute for Human Paleontology), 1914, в Париже. В Ницце в его честь назван бульвар Эммануэля Понтремоли.
В 1899 году женился на Сюзанне Хехт (1876—1956), у супругов было трое детей.